# Liolaemus silvai
Espèce
Statut de conservation UICN

 NT  : Quasi menacé
Liolaemus silvai est une espèce de sauriens de la famille des Liolaemidae.

## Répartition
Cette espèce est endémique du Chili.

## Description
C'est un saurien ovipare.

## Étymologie
Cette espèce est nommée en l'honneur de Francisco Silva G..

## Publication originale
- Ortiz, 1989 : Description de Liolaemus silvai sp. nov. (Sauria, Igaunidae) du 'norte Chico' du Chili. Bulletin du Muséum National d'Histoire Naturelle Section A Zoologie Biologie et Écologie Animales, vol. 11, no 1, p. 247-252.